# Gaesischia corduvensis
Gaesischia corduvensis är en biart som först beskrevs av Juan Brèthes 1910.  Gaesischia corduvensis ingår i släktet Gaesischia och familjen långtungebin. Inga underarter finns listade i Catalogue of Life.